# Финансы домашнего хозяйства
Фина́нсы дома́шнего хозя́йства — совокупность отношений по поводу создания и использования фондов денежных средств и финансовых активов, необходимых для обеспечения жизнедеятельности членов домашнего хозяйства.

## Социально-экономическая сущность финансов домашних хозяйств
Под домашним хозяйством с экономической точки зрения понимается группа лиц, чаще всего связанных родственными отношениями (семья), совместно принимающих экономические решения на основе совместного формирования и совместного использования фондов денежных средств, необходимых для потребления и накопления. Домашнее хозяйство может состоять из одного лица, самостоятельно и независимо формирующего свой бюджет.
Домашнее хозяйство (в лице его членов-представителей) в системе рыночных отношений выступает в качестве:
- покупателя и потребителя товаров и услуг;
- поставщика факторов производства (труд, капитал);
- накопителя денежных фондов путём сбережения части полученного дохода;
- кредитора или заёмщика для различных финансовых посредников и институтов (банки, страховые компании, инвестиционные фонды и др.);
- налогоплательщика, формирующего бюджет.

Финансовые отношения, характерные для домашнего хозяйства, можно разделить на внутренние и внешние.
Внутренними финансовыми отношениями домашнего хозяйства являются те, которые возникают между участниками (членами) домашнего хозяйства по поводу формирования и распределения фондов денежных средств, являющихся общими для домашнего хозяйства, между его членами.
К внешним причисляются финансовые отношения:
- с предприятиями и организациями, производящими товары, работы и услуги, потребляемые членами домашнего хозяйства;
- с государством по поводу формирования и использования бюджета и внебюджетных фондов;
- с коммерческими банками по поводу предоставления во временное пользование, хранящихся на различных счетах денежных средств, а также по поводу заимствования денежных средств (домашнее хозяйство как кредитор и как заёмщик банка);
- со страховыми компаниями (страховщиками) по поводу страхования своих рисков;
- с другими домашними хозяйствами.
- с работодателями

Для финансов домашних хозяйств характерны общие для финансов функции:
- распределительная;
- контрольная;
- регулирующая;
- инвестиционная

Финансовые решения домашних хозяйств принимаются в отношении формирования и использования денежных фондов.
С определённой степенью условности можно сказать, что домашнее хозяйство имеет свой баланс, в котором отражается совокупность его активов, то есть стоимость его имущества в денежной и неденежной форме и пассивов, то есть источников формирования этих активов.
Важным источником формирования активов домашних хозяйств является не только текущие доходы, но и сбережения, накопления, полученные в порядке наследования от предыдущих поколений.

## Бюджет домашних хозяйств
Баланс фактических доходов и расходов домашнего хозяйства за определённый период времени (месяц, квартал, год).

### Доходы домашних хозяйств
Доходы домашних хозяйств могут быть в денежной и не денежной (натуральной) форме. К последним можно отнести полученные в личном подсобном хозяйстве продукты питания, а также натуроплату за работу на предприятиях или частные услуги.
В развитых рыночных экономиках денежная форма доходов естественным образом преобладает. Денежные доходы домашних хозяйств подразделяются по следующим источникам поступления:
1. Заработная плата
2. Пенсии, пособия, стипендии и другие социальные выплаты
3. Доходы от предпринимательской деятельности
4. Доходы от недвижимости и операций с денежными средствами на финансовом рынке

### Расходы домашних хозяйств
Существуют различные подходы к классификации расходов домашних хозяйств.
С точки зрения сроков, на которые рассчитаны те или иные расходы, выделяют:
- Краткосрочные расходы, то есть расходы, рассчитанные на короткий период (до 1-2 месяцев), например, расходы на питание, транспорт. Краткосрочные расходы повторяются с наибольшей частотой или постоянно.
- Среднесрочные расходы, то есть расходы, рассчитанные на средний период (от нескольких месяцев до года, иногда более года), например, расходы на одежду, обувь.
- Долгосрочные расходы, то есть расходы, рассчитанные, как правило, на несколько лет и более, например, приобретение предметов длительного пользования: квартира, автомобиль, мебель и т. п.

В зависимости от функционального назначения расходы могут быть разделены на следующие основные группы:
- Личные потребительские расходы, то есть покупка товаров, оплата услуг
- Налоги и другие обязательные платежи
- Денежные накопления и сбережения.

Существует также ещё один подход, который предполагает их деление на расходы, связанные с потреблением и накоплением.

#### Расходы на потребление
К расходам на потребление могут быть отнесены так называемые обязательные расходы, то есть расходы, без которых не может нормально существовать домашнее хозяйство.
К ним относятся:
1. Налоги и обязательные сборы с физических лиц:
  - подоходный налог, или налог на доходы физических лиц;
  - налог на имущество
  - налог на землю
  - налог с имущества, переходящего в порядке наследования и дарения
  - налог с владельцев транспортных средств
  - иные налоги
  - государственная пошлина
  - сбор за уборку населенных пунктов
  - целевые сборы на содержание милиции и другие цели
  - курортный сбор
  - иные сборы
2. Коммунальные и другие ежемесячные платежи населения:
  - оплата коммунальных услуг
  - оплата электроэнергии
  - плата за холодную воду
  - плата за горячую воду
  - плата за отопление
  - плата за канализование воды
  - плата за пользование газом
  - плата за вывоз мусора
  - плата за радиоточку
  - плата за пользование коллективной антенной
  - другие платежи
3. Текущие расходы на потребление, то есть расходы на товары, используемые в течение относительно непродолжительного периода времени:
  - расходы на продукты питания и напитки
  - расходы на одежду и обувь
  - расходы на услуги домработницы, сиделки, няни и других наёмных работников для помощи по домохозяйству
  - расходы на периодически потребляемые услуги:
    - услуги парикмахерской
    - услуги стоматолога
    - другие медицинские услуги
    - услуги прачечной
    - обязательное страхование автогражданской ответственности
    - другие виды личного страхования
    - другие периодически потребляемые услуги

  - расходы, связанные с отдыхом, путешествиями, туризмом
  - другие текущие расходы
4. Капитальные расходы на потребление непродовольственных товаров, используемых в течение достаточно длительного промежутка времени
  - приобретение мебели
  - приобретение автомобиля
  - приобретение жилья
  - приобретение других предметов длительного пользования
5. Капитальные расходы, связанные с вложением денег для получения (увеличения) дохода домашнего хозяйства в будущем:
  - Расходы, связанные с образованием
  - Расходы, связанные с открытием собственного дела, предпринимательской деятельностью

#### Расходы на накопление и денежные сбережения
Значение денежных накоплений и сбережений важно не только для домашнего хозяйства. Сбережения домашних хозяйств — важный ресурс для развития экономики.
Целевое назначение денежных накоплений может быть различным:
1. Создание страхового резерва «на всякий случай»
2. Накопление денежных средств для приобретения предметов длительного пользования (машины, квартиры, др.)
3. Долгосрочное накопительное страхование жизни
4. Создание денежного фонда для инвестирования в различные финансовые активы: приобретение акций, облигаций, паёв инвестиционных фондов, размещение денежных средств на депозитах в банках и др.
5. Вложение денежных средств в драгоценные металлы (тезаврация), недвижимость, иностранную валюту и др. активы

Выделяют две формы сбережения: организованную и неорганизованную.
По мере развития рыночных отношений, совершенствования и увеличения объёма предоставляемых финансовых услуг населению, доля организованных сбережений возрастает, выполняя важную общественно-значимую функцию снабжения кредитными деньгами экономики.

## Соотношение расходов на потребление и накопление
Величина доходов является важным фактором увеличения сбережений. Одним из предметов экономической науки, изучающей финансы домашних хозяйств, является исследование доходов, потребления и накопления. Одним из законов, связанных с этой проблемой является основной закон Кейнса:
Более высокие по сравнению с ростом дохода темпы роста потребления определяются склонностью общества к потреблению. Для характеристики этого явления используется показатель предельной склонности к потреблению (англ. Marginal Propensity to Consume – MPC), которая определяется по формуле:
{\displaystyle {\mathit {MPC={\frac {\Delta C}{\Delta Y}}}}},
где {\displaystyle {\mathit {\Delta C}}} — прирост потребления, {\displaystyle {\mathit {\Delta Y}}} — прирост доходов.
Величина MPC показывает, какая часть прироста доходов направляется на потребление. Её величина колеблется в диапазоне от 0 до 1: 0 < MPC <1. Если MPC=0, то весь прирост доходов идёт на накопление; если MPC=1, весь прирост дохода идёт на потребление.
Другой показатель, применяемый для характеристики соотношения потребления и накопления называется предельная склонность к накоплению (англ. Marginal Propensity to Save – MPS):
{\displaystyle {\mathit {MPS={\frac {\Delta S}{\Delta Y}}}}},
где {\displaystyle {\mathit {\Delta S}}} — величина прироста сбережения, {\displaystyle {\mathit {\Delta Y}}} — прирост доходов.
Если MPS=0, то весь доход идёт на потребление; если MPS=1, то весь прирост дохода идёт на накопление.